# کارل جانسون (بازیگر)
کارل جانسون (انگلیسی: Karl Johnson؛ زادهٔ ۱ مارس ۱۹۴۸) بازیگر اهل بریتانیا است.
از فیلم‌ها یا برنامه‌های تلویزیونی که وی در آن نقش داشته‌است، می‌توان به سرور، ویتگنشتاین، پلیس خفن، دریا، مرگ استالین، پیترلو، پاک، لبه عشق، شعبده‌باز، نیایش برای مرگ، طوفان، رونویسی برای بتهوون، دریای آبی عمیق، پوآرو، دیوید کاپرفیلد، ۶۴ ساله که باشم، آدمکشان میدسامر، رم، مرلین، چهار ترانه آخر و آقای ترنر اشاره کرد.